# بیاوبووتو-کوبلا
بیاوبووتو-کوبلا (به لهستانی:  Białebłoto-Kobyla) یک روستا در لهستان است که در گمینا برانگشچک واقع شده‌است.